# Lorette (Loire)
Pour les articles homonymes, voir Lorette.
Lorette est une commune française située dans le département de la Loire en région Auvergne-Rhône-Alpes.
Ses habitants sont les Lorettois.

## Géographie

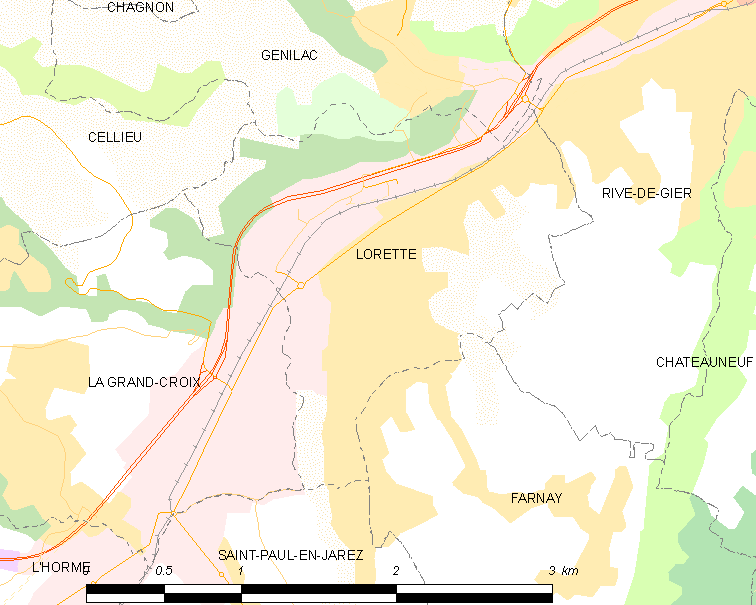
Lorette et les communes limitrophes.

Lorette est située à 21 km de sa préfecture, Saint-Étienne.
Le territoire communal se trouve au-dessus du bassin houiller de la Loire.
La superficie de la commune est de 3,41 km2 ; son altitude varie de 257  à   500 mètres.
| Cellieu        | Genilac             |              |
| La Grand-Croix | Lorette             | Rive-de-Gier |
|                | Saint-Paul-en-Jarez | Farnay       |

### Voies de communications et transports

#### Transport en commun
Lorette est desservie par la Société de transports de l'agglomération stéphanoise (STAS) par les lignes M5, 46, et 49. 
La ligne M5 relie Saint-Etienne (Square Violette) à Rive-de-Gier (Place Chipier) en passant par Saint-Chamond, L'Horme, La Grand-Croix et Rive-de-Gier, elle est exploitée par la société Keolis pour le compte de Saint-Étienne-Métropole. La ligne dispose d'une fréquence d'un bus toutes les dix minutes en heures de pointe.
Deux autres lignes secondaires desservent la commune, la ligne 49 qui relie La Grand-Croix à Farnay et dessert bien les différents quartiers de la commune à raison d'une douzaine de passages par sens du lundi au vendredi en période scolaire; et la ligne 46 qui effectue des renforts scolaires depuis le collège/lycée Sainte-Marie de Saint-Chamond (2 arrêts par jour dans la commune, sauf le mercredi où elle n'est desservie qu'une seule fois).

### Climat
Pour des articles plus généraux, voir Climat d'Auvergne-Rhône-Alpes et Climat de la Loire.
En 2010, le climat de la commune est de type climat océanique dégradé des plaines du Centre et du Nord, selon une étude du Centre national de la recherche scientifique s'appuyant sur une série de données couvrant la période 1971-2000. En 2020, Météo-France publie une typologie des climats de la France métropolitaine dans laquelle la commune est exposée à un climat de montagne ou de marges de montagne et est dans la région climatique Nord-est du Massif Central, caractérisée par une pluviométrie annuelle de 800 à 1 200 mm, bien répartie dans l’année.
Pour la période 1971-2000, la température annuelle moyenne est de 11,3 °C, avec une amplitude thermique annuelle de 17,4 °C. Le cumul annuel moyen de précipitations est de 724 mm, avec 8,6 jours de précipitations en janvier et 5,8 jours en juillet. Pour la période 1991-2020, la température moyenne annuelle observée sur la station météorologique de Météo-France la plus proche, « St-chamond-p », sur la commune de Saint-Chamond à 7 km à vol d'oiseau, est de 12,5 °C et le cumul annuel moyen de précipitations est de 681,9 mm,. Pour l'avenir, les paramètres climatiques de la commune estimés pour 2050 selon différents scénarios d'émission de gaz à effet de serre sont consultables sur un site dédié publié par Météo-France en novembre 2022.

## Urbanisme

### Typologie
Au 1er janvier 2024, Lorette est catégorisée ceinture urbaine, selon la nouvelle grille communale de densité à sept niveaux définie par l'Insee en 2022.
Elle appartient à l'unité urbaine de Saint-Étienne, une agglomération inter-départementale regroupant 32  communes, dont elle est une commune de la banlieue,,. Par ailleurs la commune fait partie de l'aire d'attraction de Lyon, dont elle est une commune de la couronne,. Cette aire, qui regroupe 397 communes, est catégorisée dans les aires de 700 000 habitants ou plus (hors Paris),.

### Occupation des sols
L'occupation des sols de la commune, telle qu'elle ressort de la base de données européenne d’occupation biophysique des sols Corine Land Cover (CLC), est marquée par l'importance des territoires artificialisés (62,9 % en 2018), en augmentation par rapport à 1990 (60,9 %). La répartition détaillée en 2018 est la suivante : 
zones urbanisées (39,5 %), zones industrielles ou commerciales et réseaux de communication (23,5 %), zones agricoles hétérogènes (20,5 %), forêts (11,2 %), cultures permanentes (3,3 %), milieux à végétation arbustive et/ou herbacée (2,1 %). L'évolution de l’occupation des sols de la commune et de ses infrastructures peut être observée sur les différentes représentations cartographiques du territoire : la carte de Cassini (XVIIIe siècle), la carte d'état-major (1820-1866) et les cartes ou photos aériennes de l'IGN pour la période actuelle (1950 à aujourd'hui).

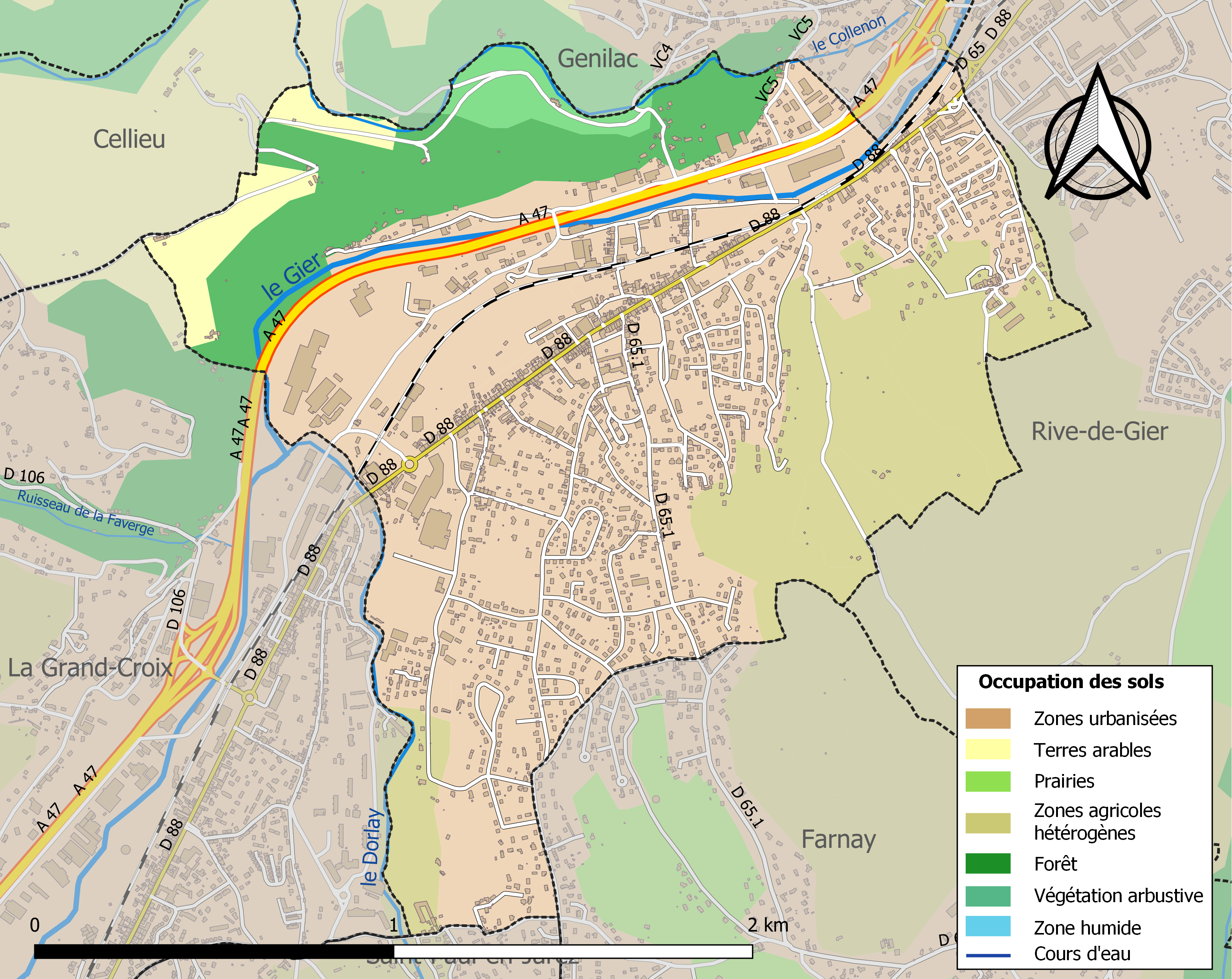
Carte des infrastructures et de l'occupation des sols de la commune en 2018 (CLC).

## Histoire
Développement au XIXe siècle dû à l'exploitation de la houille.
Lorette a été créée le 25 avril 1847, pour répondre au développement des aciéries, notamment celle des frères Jackson, fondées en 1830 à L'Assailly.
Son territoire comprend des anciens quartiers des communes de Saint-Paul-en-Jarez, Saint-Genis-Terrenoire (aujourd'hui Genilac), Rive-de-Gier et Farnay.
Lorette possède deux lieux de culte : l'église Notre-Dame, située dans le bas de la commune, qui a été entièrement rénovée il y a quelques années[Quand ?], et la chapelle Jean-XXIII, sur la rue principale de la commune.

## Politique et administration

### Liste des maires
| Période                                  | Période       | Identité      | Étiquette | Qualité                                                                                |
| ---------------------------------------- | ------------- | ------------- | --------- | -------------------------------------------------------------------------------------- |
| Les données manquantes sont à compléter. |               |               |           |                                                                                        |
| mai 1945                                 | novembre 1947 | Benoît Roiron | SFIO      | Représentant puis artisan                                                              |
| novembre 1947                            | mars 1977     | Jean Mugniéry |           | Médecin                                                                                |
| mars 1977                                | mars 1989     | Félix Franc   | PS        | Instituteur puis directeur de collège Conseiller général de La Grand-Croix (1976-1989) |
| mars 1989                                | En cours      | Gérard Tardy  | DVD       | Retraité                                                                               |

## Démographie
En 2022 , la commune comptait 4 896 habitants. L'évolution du nombre d'habitants est connue à travers les recensements de la population effectués dans la commune depuis 1793. Une réforme du mode de recensement permet à l'Insee de publier annuellement les populations légales des communes à partir de 2006. Pour Lorette, commune de moins de 10 000 habitants, les recensements ont lieu tous les cinq ans, les populations légales intermédiaires sont quant à elles estimées par calcul. Les populations légales des années 2008, 2013, 2018 correspondent à des recensements exhaustifs.
| 1851  | 1856  | 1861  | 1866  | 1872  | 1876  | 1881  | 1886  | 1891  |
| ----- | ----- | ----- | ----- | ----- | ----- | ----- | ----- | ----- |
| 2 856 | 3 022 | 3 388 | 3 889 | 4 177 | 4 171 | 4 254 | 4 163 | 4 114 |

| 1896  | 1901  | 1906  | 1911  | 1921  | 1926  | 1931  | 1936  | 1946  |
| ----- | ----- | ----- | ----- | ----- | ----- | ----- | ----- | ----- |
| 4 224 | 4 522 | 4 505 | 4 427 | 4 535 | 4 573 | 4 173 | 4 217 | 3 763 |

| 1954  | 1962  | 1968  | 1975  | 1982  | 1990  | 1999  | 2006  | 2008  |
| ----- | ----- | ----- | ----- | ----- | ----- | ----- | ----- | ----- |
| 4 293 | 4 921 | 4 967 | 4 589 | 5 094 | 5 082 | 4 843 | 4 536 | 4 451 |

| 2013  | 2018  | 2022  | - | - | - | - | - | - |
| ----- | ----- | ----- | - | - | - | - | - | - |
| 4 730 | 4 684 | 4 896 | - | - | - | - | - | - |

## Culture locale et patrimoine

### Lieux et monuments
- Église Notre-Dame[23].
- Monument aux frères Jackson[24] et monument aux morts[25] réalisés par l'artiste lorettois Jean-Marc Bonnard (1945-2018)[26].

### Personnalités liées à la commune
- André Chazalon (1924-2014), homme politique né à Lorette.
- Michel Corringe (1946-2001), chanteur mort à Lorette le 2 octobre 2001.
- Jean Delay (1879-1966), prêtre, évêque de Marseille, né à Lorette le 19 octobre 1879.
- Denis Giraudet, né le 16 décembre 1955 dans la commune, copilote de rallye.
- Alain Prost, né le 24 février 1955 à la clinique Les Berceaux, coureur automobile.

### Héraldique
|  | Les armoiries de se blasonnent ainsi : taillé : au premier d’azur à la fleur de lys partie d’or et d’argent surmontée de l’inscription LORETTE en lettres capitales du même, au second de gueules à la roue dentée d’azur bordée d’or, au moyeu et aux rayons aussi d’or, soutenue d’un vilebrequin couché, cousu aussi d’azur ; à la barre d’or chargée de cinq abeilles descendantes soudées d’argent, brochant sur la partition ; le tout sommé d’un chef de gueules chargé de trois étoiles d’or (armes à enquerre). |

## Pour approfondir